# Zona Contaminada
Zona Contaminada é uma peça de teatro escrita por Caio Fernando Abreu, que apresenta no texto original, quatro personagens e um coro, que o autor denomina de "coro dos contaminados".
Zona Contaminada, como diz o próprio autor, "pode ser tanto uma comédia negra, modesta, ou um espetáculo alucinado". A peça apresenta como estilo primordial a comédia negra, sem abrir mão do lúdico e de imagens poéticas. Através do humor ácido e contundente, a peça pretende buscar a sensibilização do público para o futuro desastroso que o homem está construindo.